# Sebastian Vogel (Musiker)
Sebastian Vogel (* 1971 in Magdeburg) ist ein deutscher Musiker und Performer, der vor allem mit seinem Musikerkollegen Thomas Kürstner für das Theater arbeitet.
Vogel studierte Musikwissenschaft, Komposition und Germanistik und arbeitet seitdem als Musiker und Komponist an deutschsprachigen Bühnen, unter anderem in Frankfurt am Main, Berlin, Hannover, Hamburg, Zürich, München und Wien. 
Vogel und Kürstner lernten sich Anfang der 1990er Jahre während ihres Studiums der Musikwissenschaften und der Germanistik in Halle (Saale) kennen. Ihr Spektrum umfasst neben Theater- auch Film- und Tanzmusiken sowie Lesungen, Hörbücher, Romanvertonungen, Kammermusiken, Vokalmusiken. Von 2001 bis 2003 waren beide musikalische Leiter am Frankfurter Theater am Turm. 2003 wechselten sie als Komponisten und Hausmusiker an das Burgtheater in Wien. Hier entstanden u. a. die Bühnenmusiken zu den Uraufführungen von Elfriede Jelineks Das Werk, Babel sowie von Gert Jonkes Die versunkene Kathedrale. Gemeinsam mit dem Regisseur Nicolas Stemann entwickelten sie das improvisatorisch-performative Kunstformat Gefahr-Bar. Für das Thalia Theater in Hamburg, die Salzburger Festspiele und das Schauspiel Köln komponierte er gemeinsam mit Thomas Kürstner u. a. die Bühnenmusiken zu Elfriede Jelineks Die Kontrakte des Kaufmanns (UA, 2009) und zu J. W. Goethes Faust I/II (2012). In der Zusammenarbeit mit dem Regisseur Armin Petras entstanden für das Maxim Gorki Theater in Berlin u. a. die Musiken zu Werner Bräunigs Romanadaption Rummelplatz (USA, 2009) und Jonathan Littells Roman Die Wohlgesinnten (UA, 2011), zu gleicher Zeit auch die Musik für die Verfilmung von Juli Zehs Roman Schilf (Regie: Claudia Lehmann). Für das Literatur- und Musikfest Wege durch das Land (NRW) wurde im Sommer 2013 der Liederzyklus Auf steigt der Mond nach Gedichten von Alexander Blok für Mezzosopran, Streichquartett, Piano und modularen Synthesizer uraufgeführt.  
Vogel lebt mit seiner Familie auf einem Bauernhof bei Berlin.

## Filmmusik (Auswahl)
- 2004: Helbra
- 2012: Schilf. Alles was denkbar ist, existiert
- 2016: Dead Man Working
- 2021: Wer wir waren

## Publikationen
- mit Jenny Schily und Thomas Kürstner: Der Weltbaumeister und die Anderen. 28 wörtliche Windungen & Musik – Über ein Architekturschauspiel für symphonische Musik von Bruno Taut für Kammerorchester, Elektronik und imaginierte Stimme. Gebr. Mann, Berlin 2021.